# Hermann von Mengersen
Hermann von Mengersen († um 1585) war Drost in Rodenberg und Sachsenhagen.
Die Familie von Mengersen hatte ihren Stammsitz in Rheder (Brakel). 
1523 übernahm Hermann von Mengersen das Dorf Reelkirchen und einen Meierhof als Lehen des Bischofs von Paderborn. 
Die Herrschaft Schwalenberg war an die Edelherren zur Lippe und an das Bistum Paderborn gefallen. Nachdem Hermann ab 1526/28 beide Pfänder hatte, führte er die Entwicklung der Stadt zu neuer Blüte. Ab 1558 übernahm sein Sohn Thilo von Mengersen hier die Nachfolge als Drost.
1571 verpfändete Graf Otto IV. von Holstein-Schaumburg ihm die Wasserburg Sachsenhagen. 1582 wurde Hermann von Mengersen auch gräflicher Landdrost und übernahm 1584 das Wasserschloss Hülsede.
Verheiratet war er mit Ilse v. d. Born. Er hinterließ 11 Söhne und 5 Töchter. Sein Sohn Jürgen von Mengersen erbte die Wasserburg Sachsenhagen, die er jedoch, nachdem Graf Adolf XIV. ihm das Pfand 1596 auszahlte, wieder verlassen musste. Jürgen von Mengersen zog dann nach Hess. Oldendorf.
Sein Epitaph befindet sich in der Pfarrkirche St. Katharina in Rheder.